# 대한민국 정부 발표 친일반민족행위자 명단
대한민국 정부 발표 친일반민족행위자 명단(大韓民國 政府 發表 親日反民族行爲者 名單)은 대한민국의 대통령 소속 친일반민족행위진상규명위원회가 《일제강점하 반민족행위 진상규명에 관한 특별법》을 적용, 조사하여 공식 발표한 일제강점기의 친일반민족행위자 명단이다.

## 선정 기준
친일반민족행위진상규명위원회는 《일제강점하 반민족행위 진상규명에 관한 특별법》 제2조에서 정의한 친일반민족행위를 기준으로 일본 제국주의에 적극 협력한 친일반민족행위자에 대한 조사를 진행했다. 여기서 말하는 친일반민족행위는 "일본 제국주의의 국권 침탈이 시작된 1904년 러일 전쟁 개전 당시부터 1945년 8월 15일 광복 때까지 행한 20개 법호의 어느 하나에 해당하는 행위"를 가리킨다.
1. 국권을 지키기 위하여 일본 제국주의와 싸우는 부대를 공격하거나 공격을 명령한 행위
2. 국권을 회복하기 위하여 일본 제국주의와 투쟁하는 단체 또는 개인을 강제 해산시키거나 감금·폭행하는 등의 방법으로 그 단체 또는 개인의 활동을 방해한 행위
3. 독립 운동 또는 항일 운동에 참여한 자 및 그 가족을 살상·처형·학대 또는 체포하거나 이를 지시 또는 명령한 행위
4. 독립 운동을 방해할 목적으로 조직된 단체의 장 또는 간부로서 그 단체의 의사 결정을 중심적으로 수행하거나 그 활동을 주도한 행위
5. 밀정 행위로 독립 운동이나 항일 운동을 저해한 행위
6. 을사늑약·한일 병합 조약 등 국권을 침해한 조약을 체결 또는 조인하거나 이를 모의한 행위[1]
7. 한일 합병의 공으로 작위를 받거나 이를 계승한 행위
8. 일본 제국의회의 귀족원 의원 또는 중의원 의원으로 활동한 행위
9. 조선총독부 중추원 부의장·고문 또는 참의로 활동한 행위[2]
10. 일본 제국주의 군대의 소위(少尉) 이상의 장교로서 침략 전쟁에 적극 협력한 행위[3]
11. 학병·지원병·징병 또는 징용을 전국적 차원에서 주도적으로 선전 또는 선동하거나 강요한 행위
12. 일본군을 위안할 목적으로 주도적으로 부녀자를 강제동원한 행위
13. 사회·문화 기관이나 단체를 통하여 일본 제국주의의 내선융화 또는 황민화 운동을 적극 주도함으로써 일본 제국주의의 식민 통치 및 침략 전쟁에 적극 협력한 행위
14. 일본 제국주의의 전쟁 수행을 돕기 위하여 군수품 제조업체를 운영하거나 대통령령이 정하는 규모 이상의 금품을 헌납한 행위[4]
15. 판사·검사 또는 사법관리로서 무고한 한민족 구성원을 감금·고문·학대하는 등 탄압에 적극 앞장선 행위[5]
16. 고등문관 이상의 관리, 헌병 또는 경찰로서 무고한 한민족 구성원을 감금·고문·학대하는 등 탄압에 적극 앞장선 행위
17. 일본 제국주의의 통치 기구의 주요 외곽 단체의 장 또는 간부로서 일본 제국주의의 식민 통치 및 침략 전쟁에 적극 협력한 행위
18. 동양척식주식회사 또는 조선식산은행 등의 중앙 및 지방조직 간부로서 한민족의 재산을 수탈하기 위한 의사 결정을 중심적으로 수행하거나 그 집행을 주도한 행위
19. 일본 제국주의의 식민 통치와 침략 전쟁에 협력하여 포상 또는 훈공을 받은 자로서 일본 제국주의에 현저히 협력한 행위
20. 일본 제국주의와 일본인에 의한 한국 민족문화의 파괴·말살과 문화유산의 훼손·반출에 적극 협력한 행위

## 선정 과정
친일반민족행위진상규명위원회는 현존하는 문헌 자료를 통해 구체적인 친일반민족행위가 입증된 1,095명에 대한 조사 대상자 선정 심의를 진행했다. 심의 결과 1,052명이 조사 대상자로 선정되었으며 43명이 기각 결정을 받았다. 친일반민족행위 조사 대상자 선정에 대한 이의 신청 과정에서는 124건의 이의 신청이 접수되었다. 심의 결과 9건이 인용(선정 취소)되었고 115건이 기각(선정 유지)되었다.
친일반민족행위진상규명위원회는 친일반민족행위 조사 대상자로 지정된 1,043명에 대한 조사를 진행하면서 친일반민족행위에 관한 결정을 심의했다. 심의 결과 1,007명이 친일반민족행위자로 결정되었으며 36명이 기각 결정을 받았다. 친일반민족행위 결정에 대한 이의 신청 과정에서는 74건의 이의 신청이 접수되었다. 심의 결과 1건이 인용(선정 취소)되었고 73건이 기각(선정 유지)되었다. 친일반민족행위진상규명위원회의 최종 심의 결과 1,006명이 친일반민족행위자로 결정되었다.

## 대한민국 정부 발표 친일반민족행위자 목록
- 시기별
  - 친일반민족행위 106인 명단 - 일제 강점기 제1기 (1904년 러일 전쟁 ~ 1919년 3·1 운동), 2006년 발표
  - 친일반민족행위 195인 명단 - 일제 강점기 제2기 (1919년 3·1 운동 ~ 1937년 중일 전쟁), 2007년 발표
  - 친일반민족행위 705인 명단 - 일제 강점기 제3기 (1937년 중일 전쟁 ~ 1945년 8월 15일 광복), 2009년 발표

- 부문별·분야별
  - 정치 (383명)
    - 귀족 (139명) : 매국·수작 (65명), 습작 (74명)
    - 중추원 (244명)

  - 통치 기구 (272명)
    - 관료 (118명)
    - 사법 (32명)
    - 군인·헌병 (40명): 군인 (34명), 헌병 (6명)
    - 경찰·밀정 (82명): 경찰 (77명), 밀정 (5명)

  - 경제·사회 (186명)
    - 경제 (32명)
    - 교육 (22명)
    - 언론 (33명)
    - 종교 (48명): 기독교 (개신교·천주교, 17명), 불교 (9명), 유교 (12명), 천도교 (10명)
    - 정치·사회 단체 (51명)

  - 문화 (84명)
    - 학술 (20명)
    - 문예 (64명): 문학 (31명), 연극 (10명), 영화 (7명), 음악 (10명), 무용 (1명), 야담 (1명), 미술 (4명)

  - 해외 (81명)
    - 중국 지역 (73명): 중국 지역 경찰 (10명), 중국 지역 단체 (51명), 만주국 관리 (12명)
    - 일본 지역 (8명)

## 참고자료
- 친일반민족행위진상규명위원회 (2009). 《친일반민족행위진상규명 보고서 Ⅱ》. 서울.